# Синклер, Мюррей
Келвин Мюррей Синклер (англ. Calvin Murray Sinclair, одж. Mizanay Gheezhik-iban; род. 1951, Селкирк, Манитоба — 4 ноября 2024, Виннипег, Манитоба) — канадский юрист и государственный деятель. Первый в Манитобе и второй в стране судья — выходец из коренных народов Канады, глава федеральной Комиссии по установлению истины и примирению (2009—2015), сенатор Канады (2016—2021). Компаньон ордена Канады (2021).

## Биография
Родился в 1951 году в резервации Сент-Питер севернее Селкирка (Манитоба). В младенчестве лишился матери, воспитание мальчика взяли на себя дедушка, бабушка и более дальняя родня. Окончил среднюю школу в Селкирке как лучший ученик в выпускном потоке и спортсмен года. Продолжил образование в Виннипегском университете, где в 1975 году получил первую степень по социологии (с историей в качестве побочного предмета). С 1976 по 1979 году изучал юриспруденцию в Манитобском университете. На втором году обучения удостоился приза как лучший студент курса «Введение в адвокатуру».
В 1980 году получил адвокатскую лицензию с правом практики в Манитобе, специализировался на гражданских и уголовных делах, аспектах права, связанных с гражданскими правами и статусом коренного населения. Дважды отклонял предложения занять судейское место, вместо этого продолжая предоставлять адвокатские услуги организациям аборигенов Канады. В 1988 году стал помощником председателя Провинциального суда Манитобы. Синклер был первым в Манитобе и вторым в Канаде судьёй — выходцем из коренных народов. С самого начала карьеры судьи уделял особое внимание защите прав коренного населения. В 1988—1991 годах входил в следственную комиссию по правосудию в отношении аборигенов Манитобы (англ. Manitoba's Aboriginal Justice Inquiry). Сформулированные Синклером в этот период рекомендации положили начало пересмотру судебных практик в сторону большего внимания к смягчающим обстоятельствам подсудимых-аборигенов. Результатом этого процесса стали так называемые принципы Глэдью, в 1996 году вошедшие в канадское законодательство.
Занимал должность юридического советника Манитобской комиссии по правам человека, возглавлял расследование в отделении детской хирургии сердца в Центре медицинских наук Виннипега. В 2001 году стал первым судьёй-аборигеном в составе Суда королевской скамьи — высшей судебной инстанции Манитобы. В 2009 году вошёл в состав федеральной Комиссии по установлению истины и примирению, изучавшей историю нарушений прав человека в годы существования системы индейских школ-интернатов. Комиссия завершила работу в конце 2015 года, а в следующем году по рекомендации премьер-министра Джастина Трюдо Синклер был назначен сенатором Канады от Манитобы. Не будучи членом какой-либо политической партии, он присоединился к группе независимых сенаторов. Входил в постоянные сенатские комитеты по делам аборигенов, по транспорту и связи, по иностранным делам и международной торговле, по юридическим и конституционным вопросам, по этике и конфликтам интересов сенаторов. Оставался в Сенате до начала 2021 года.
В 2020 году, ещё будучи сенатором, присоединился к фирме Cochrane Saxberg LLP — ведущей адвокатской фирме Манитобы, занимающейся делами коренного населения. Занимался подготовкой молодых адвокатов. По завершении работы в парламенте избран в 2021 году канцлером Университета Куинс (Кингстон). Оставался на этом посту на протяжении трёх лет.
Был женат на Кэтрин (Анимики-куэй) Мориссо-Синклер; в этом браке родились пятеро детей. Скончался в больнице в Виннипеге в ноябре 2024 года в возрасте 73 лет.

## Признание заслуг
За свою деятельность Мюррей Синклер был удостоен более чем 30 почётных докторских званий от различных вузов. В 2017 году он был награждён гражданским крестом «За похвальную службу», а в 2021 году произведён в компаньоны ордена Канады — высшая гражданская награда в стране. В 2024 году стал кавалером ордена Манитобы. Среди прочих наград — национальная премия за достижения коренных жителей (1994) и медаль Справедливости (англ. Medal of Justice) Канадского института отправления правосудия (2015) и звание королевского адвоката (2024).